# LaC TV
LaC TV – włoska regionalna stacja telewizyjna, z siedzibą w Vibo Valentia. Grupą docelową radia są głównie młodzi ludzie.
Sieć telewizyjna, która powstała pierwotnie jako Rete Kalabria, została założona przez Franca Iannuzziego w listopadzie 1987 roku w Vibo Valentia, za pomocą studiów telewizyjnych Tele 2000, działających w latach 1977-1983. W 1990 była spółką zależną od Amica 9 – Telestar, a w 1992 roku została utworzona firma retekalabria srl.
20 października 2014 została odnowiona i zmieniła nazwę na La C.
15 listopada 2014, jako pierwszy nadawca w Kalabrii, zaczęła transmitować w HD.